# 朱志㙞
興平莊惠王朱志㙞（1421年—1457年9月8日），明朝秦藩第二代興平王，興平恭靖王朱尚烐之嫡第二子，母妃湯氏。

## 生平
永樂十九年（1421年）生。正統二年（1437年），獲賜名志㙞。正統十四年（1449年），興平恭靖王朱尚烐去世。景泰二年（1451年），朱志㙞襲封興平王。
天順元年（1457年），獲賜胡椒五十斤，以備母妃調膳之用。同年，獲賜鹽引，每年三十引。
天順元年八月二十日（1457年9月8日）薨，享年三十七，在位七年，諡號莊惠。一年後，其庶第二子朱公鑠襲爵。

## 家庭

### 妻
- 曹氏，正統二年（1437年）封興平王長子夫人[2]，景泰二年（1451年）進封興平王妃[4]。

### 妾
- 張氏，封興平王夫人，生朱公鑠[8]。

### 子
- 庶第一子：朱公鑜，夭折[9]
- 庶第二子：興平安僖王朱公鑠

### 女
- 庶長女：宜壽縣主，儀賓李孟寅[5]